# دوغلاس فارمر
دوغلاس فارمر (بالإنجليزية: Douglas Farmer)‏ هو مدرس أمريكي، ولد في 22 يناير 1916، وتوفي في 29 مارس 1977 في نيو هيفن في الولايات المتحدة.